# Dirty Martini
Il Dirty Martini è un cocktail a base di vodka, vermut secco e olive in salamoia. È un cocktail ufficiale IBA dal 2011.

## Composizione

### Ingredienti
La ricetta ufficiale IBA del 2011 prevede i seguenti ingredienti:
- 60 ml di vodka
- 10 ml di vermut secco
- 10 ml di salamoia di olive

### Preparazione
Raffreddare una coppa Martini con del ghiaccio, dopodiché mescolare tutti gli ingredienti in un mixing-glass riempito di ghiaccio. Versare il cocktail nella coppetta con uno strainer e decorare con una o più olive verdi.